# Amstetten
Amstetten és un municipi de la Baixa Àustria capital del districte d'Amstetten. Hi ha vestigis d'assentaments humans de l'Edat de Pedra i l'edat de bronze a la zona. El primer assentament permanent a l'àrea que s'esmenta en fonts escrites és Ulmerfeld, esmentat en el 995. La primera menció d'Amstetten en si data de 1111. El 1858, la ciutat es produí l'arribada del ferrocarril de l'Imperi Austrohongarès. Des de 1868, també ha estat la seu de l'administració del districte local. Durant la Segona Guerra Mundial, hi va haver dos subcamps de concentració de Mauthausen-Gusen. L'any 2008 s'hi descobrí el cas Fritzl que tingué una àmplia cobertura mediàtica a causa de l'escabrositat dels crims.

## Fills il·lustres
- Theodor von Frimmel (1835-1928), musicòleg i crític d'art.